# 1302
Năm 1302 là một năm trong lịch Julius.